# نيكولاس شوفالييه
نيكولاس شوفالييه (بالإنجليزية: Nicholas Chevalier)‏ هو رسام وفنان نيوزيلندي، ولد في 9 مايو 1828 في سانت بطرسبرغ في روسيا، وتوفي في 15 مارس 1902 في لندن في المملكة المتحدة.